# الساندرو دی ویتیس
الساندرو دی ویتیس (انگلیسی: Alessandro De Vitis؛ زادهٔ ۱۵ فوریهٔ ۱۹۹۲) بازیکن فوتبال اهل ایتالیا است.
از باشگاه‌هایی که در آن بازی کرده‌است می‌توان به باشگاه فوتبال کارپی، باشگاه فوتبال فیورنتینا، باشگاه فوتبال مودنا، باشگاه فوتبال پارما، باشگاه فوتبال پادوا، باشگاه فوتبال سمپدوریا، و باشگاه فوتبال اسپال اشاره کرد.
وی همچنین در تیم‌های ملی فوتبال زیر ۱۶ سال ایتالیا، زیر ۱۷ سال ایتالیا، زیر ۱۸ سال ایتالیا، زیر ۱۹ سال ایتالیا، و زیر ۲۰ سال ایتالیا بازی کرده‌است.